# پارک کومازاوا-المپیک
پارک کومازاوا-المپیک (به ژاپنی: 駒沢オリンピック公園) یکی از پارک‌های توکیو پایتخت ژاپن است.

## رسیدن به پارک
- خط دنئن-توشی (田園都市線)، ایستگاه کومازاوادائیگاکومائه (駒沢大学駅) از ایستگاه تا پارک ۱۵ دقیقه پیاده فاصله است.[۱]